# Neirone
Neirone là một đô thị ở tỉnh Genova thuộc vùng Liguria, nằm ở vị trí cách khoảng 20 km về phía đông của Genova. Tại thời điểm ngày 31 tháng 12 năm 2004, đô thị này có dân số 985 người và diện tích là 29,6 km².
Đô thị Neirone có các frazioni (đơn vị cấp dưới, chủ yếu là thôn làng) Acqua di Ognio, Corsiglia, Lezzaruole, Ognio, Roccatagliata, và San Marco D'Urri.
Neirone giáp các đô thị sau: Favale di Malvaro, Lorsica, Lumarzo, Mocònesi, Torriglia, Tribogna, Uscio.